# Фридрих (Фюрстенберг-Хайлигенберг)
Вижте пояснителната страница за други личности с името Фридрих.
Фридрих фон Фюрстенберг-Хайлигенберг (на немски: Friedrich von Fürstenberg-Heiligenberg; * 9 май 1563; † 8 август 1617, Дрезден) е граф на Фюрстенберг-Хайлигенберг.

## Произход
Той е най-възрастният син на граф Йоахим фон Фюрстенберг-Хайлигенберг (1538 – 1598) и графиня Анна фон Цимерн (1544 – 1602), дъщеря на граф Фробен Кристоф фон Цимерн (1519 – 1566) и графиня Кунигунда фон Еберщайн (1528 – 1575). Внук е на граф Фридрих III фон Фюрстенберг (1496 – 1559) и Анна фон Верденберг-Хайлигенберг (ок. 1510 – 1554), дъщеря на граф Кристоф фон Верденберг-Хайлигенберг († 1534) и Елеонора Гонзага от Сабионета († 1512).

## Фамилия
Първи брак: на 10 септември 1584 г. с Елизабет фон Зулц (* 9 март 1563, Ензисхайм; † 24 април 1601), дъщеря на граф Алвиг фон Зулц († 1572), ландграф в Клетгау и графиня Барбара фон Хелфенщайн-Визенщайг († 1573). Те имат децата:
- Егон VIII (1588 – 1635), граф на Фюрстенберг-Хайлигенберг (1618 – 1635), жененна 9 юни 1619 г. за графиня Анна Мария фон Хоенцолерн-Хехинген (1603 – 1652)
- Вилхелм (1586 – 1618), женен 1608 г. за Ана Бенигна баронеса Попел фон Лобковиц († 1646)
- Йоахим Алвиг (1587 – 1617), женен за Хелена Елеонора фон Швенди фрайфрау фон Хоенландсберг (1599 – 1667)
- Якоб Лудвиг (1592 – 1627)
- Анна Барбара (1594 – 1597)
- Елизабет (1595 – 1602)
- Мария Йохана (1597)

Втори брак: на 28 октомври 1606 г. във Вайтра с Анна Мария фон Арко († 7 септември 1607). Те нямат деца.